# Anisandrus
Anisandrus (лат.) — род жуков-короедов из трибы Xyleborini (Scolytinae, Curculionidae).

## Распространение
Встречаются в лесных регионах Голарктики и Палеотропики.

## Описание
Мелкие жуки-короеды, величина которых колеблется в пределах нескольких миллиметров (от 2,1 мм до 5,9 мм). Тело обычно вытянутое и тёмное, в 1,88-2,78 раза длиннее своей ширины. Anisandrus отличается следующими признаками: булава усиков косо-усеченной формы; прококсы узко разделены, передние голени тонкие, наклонно или отчетливо треугольные, внешний край с 5-8 большими зубцами с углублениями на дистальной 1/2, задняя поверхность невооружена, мезонотальные микангиальные пучки обычно присутствуют вдоль основания переднеспинки (отсутствуют у трех видов) либо в виде небольшого пучка, равного длине щитка, и прямо напротив него, либо простирающегося латерально от щитка до бороздок и с широким основанием надкрылий, неглубоко выемчатым от щитка до бороздок. Виды варьируются от почти голых до густо щетинистых и обычно имеют чёрный или темно-коричневый цвет.
Усики коленчатые с ясно отграниченной крупной булавой и скапусом, тонкими лапками. Самки имеют округлую, дорсовентрально уплощенную булаву усиков, дугообразные и уплощенные голени средних и задних ног, вооруженные несколькими зубчиками, переднеспинка сильно выпуклая антеродорсально, на переднем скате вооружена неровностями. Характерна гаплодиплоидия и облигатный симбиоз питания с грибами-ксилофагами («грибное садоводство»).
Обычно атакует стебли небольшого диаметра, а система галерей состоит из радиальной или кольцевой галереи с несколькими продольными ветвями без выводковых камер.

## Классификация
Род впервые был выделен в 1867 году на основании типового вида Apate dispar  Fabricius, 1793. Включён в состав трибы Xyleborini (Scolytinae, Curculionidae), где наиболее близок к родам Cnestus, Hadrodemius, Xylosandrus, так как все они обладают мезонотальным микангием и связанным с ним плотным пучком волосковидных щетинок в области скутеллюма и в основании переднеспинки.
- Anisandrus achaete
- Anisandrus aequalis
- Anisandrus apicalis
- Anisandrus auco
- Anisandrus auratipilus
- Anisandrus butamali
- Anisandrus carinensis
- Anisandrus congruens
- Anisandrus cristatus
- Anisandrus cryphaloides
- Anisandrus dispar
- Anisandrus eggersi
- Anisandrus feronia
- Anisandrus geminatus
- Anisandrus hera
- Anisandrus hirtus
- Anisandrus improbus
- Anisandrus klapperichi
- Anisandrus lineatus
- Anisandrus longidens
- Anisandrus maiche[8][9]
- Anisandrus mussooriensis
- Anisandrus niger
- Anisandrus paragogus
- Anisandrus percristatus
- Anisandrus sayi
- Anisandrus sinivali
- Anisandrus swainei
- Anisandrus ursa
- Anisandrus ursinus
- Anisandrus ursulus
- Anisandrus venustus
- Anisandrus xuannu
- Anisandrus zimmermanni